# Arrochar (Staten Island)
Arrochar (/ˈɑroʊkɑr/ AR-oh-kar) é um bairro no nordeste de Staten Island, em Nova Iorque, no Estados Unidos. Ele está localizado diretamente no interior de Fort Wadsworth e South Beach, no lado leste do Hylan Boulevard, ao sul da Staten Island Expressway; a comunidade de Grasmere faz fronteira com o oeste. Hoje é principalmente um bairro de casas de uma e duas famílias e pequenas empresas.[carece de fontes?]

## História
Antes da chegada dos europeus no final do século XVII a Staten Island, a área era o local de um acampamento lenape. O nome "Arrochar" vem da propriedade de William Wallace MacFarland na década de 1840, que o nomeou por sua cidade natal de Arrochar, na Escócia, sede dos antigos chefes do clã MacFarlane.
No início do século XX, o bairro se tornou uma porta de entrada para as comunidades de resorts de South Beach e Midland Beach. A casa da propriedade MacFarland agora faz parte do recinto da St. Joseph Hill Academy, uma escola católica para meninas. Do outro lado da Avenida Landis, na St. Joseph Hill Academy, fica a St. John Villa Academy, uma escola católica feminina atualmente extinta. Ao longo do século XX, tornou-se um bairro residencial para vários grupos étnicos, sendo ítalo-americanos o principal deles. Hoje em dia, Arrochar ainda é habitado por muitos italianos e também tem uma comunidade sino-americana crescente.[carece de fontes?]

## Educação
Arrochar é atendido pela escola primária PS39 e pela St. Joseph Hill Academy (que é tanto a escola primária quanto a secundária).

## Transporte
Arrochar já teve sua própria estação de trem, na filial de South Beach da Staten Island Railway. A estação estava localizada na Major Avenue. Esta estação foi abandonada quando o SIRT interrompeu o serviço de passageiros na filial de South Beach até a Wentworth Avenue à meia-noite de 31 de março de 1953 por causa da competição de ônibus operada pela cidade. Os trilhos da linha South Beach foram removidos e as casas agora ficam no seu antigo caminho de passagem.